# Joaquim Canals i Matavacas
Joaquim Canals i Matavacas (* 1859 in Barcelona; † 1938 ebenda) war ein katalanischer Pianist und erfolgreicher Klavierlehrer am Conservatori Municipal de Música de Barcelona zu Ende des 19. und  zu Beginn des 20. Jahrhunderts. Er war verantwortlich für die höheren Klavierkurse an diesem Konservatorium. Joaquim Canals war der Vater der Pianistin Maria Canals.

## Leben und Werk
Maria Canals beschreibt in ihren Memoiren, dass ihr Vater Joaquim Canals in schwierige Familienverhältnisse hineingeboren wurde. Seine Mutter musste als junge Frau aus wirtschaftlichen Gründen einen Mann heiraten, den sie nicht liebte. Als sich dann 1859 mit Joaquim Canals der Stammhalter einstellte und dieser ein Jahr alt wurde, verließ der Vater die Familie und wanderte in die Vereinigten Staaten aus. Im Alter von fünf Jahren wurde Joaquim Canals von einem unbändigen Interesse an der Musik erfasst, ähnlich wie das Maria Canals von sich selbst berichtet. Seine Mutter bemerkte diesen Drang des Jungen und ermöglichte ihm eine musikalische Ausbildung, die über eine Ausbildung zum Organisten schließlich in der Ausbildung von Dutzenden Pianisten am Konservatorium von Barcelona mündete. Joaquim Canals bildete zahlreiche Pianisten – unter ihnen beispielsweise Tomàs Buxó, Dolors Frau, Leopold Cardona oder Joan Estany – aus. Seine bedeutendste Schülerin jedoch wurde seine Tochter Maria Canals, die er sich als kleines Kind aus Angst vor Überforderung weigerte, zu unterrichten, und die er erst ab ihrem 7. Lebensjahr privat und ab ihrem 11. Lebensjahr im Konservatorium im Fach Klavier unterrichtete. Maria Canals äußert sich dann dahingehend, dass sie vor dem Hintergrund dieser Familiengeschichte – vermittelt durch ihren Vater und durch ihre Großmutter – die Kraft gefunden hatte, im Klavierwettbewerb Concurs Internacional Maria Canals Barcelona zur Hauptstadt des Klavierspiels zu machen und dabei junge Klaviertalente aus der ganzen Welt zu fördern.